# Bijzondere prijs
De bijzondere prijs was een onregelmatig toegekende prijs van de Jan Campert-Stichting ter bekroning van een essayistisch werk of ter bekroning van bijzondere verdiensten voor de Nederlandse letterkunde.
De prijs werd in 1951 ingesteld en in 1978 gesplitst in de J. Greshoff-prijs voor het essay en de G.H. 's-Gravesande-prijs voor bijzondere literaire verdiensten.

## Gelauwerden
- 1976 - Inez van Dullemen voor Vroeger is dood
- 1975 - Rico Bulthuis voor De dagen na donderdag
- 1974 - Piet Buijnsters voor Hieronymus van Alphen
- 1973 - Rob Nieuwenhuys voor Oost-Indische spiegel
- 1972 - H.C. ten Berge voor zijn leiding van het tijdschrift Raster
- 1971 - Willy Roggeman voor De ringen van de kinkhoorn
- 1970 - Cor Stedelinck voor het Van Ostaijen-programma 'Dag stoel naast de tafel'
- 1969 - J.J. Oversteegen voor Vorm of vent
- 1968 - Jacques den Haan voor Een leven als een oordeel
- 1967 - Paul De Wispelaere voor Met kritisch oog
- 1966 - Jacques Presser voor Ondergang. De vervolging en verdelging van het Nederlandse Jodendom, 1940-1945
- 1965 - Enno Endt voor Herman Gorter documentatie over de jaren 1864 tot en met 1897
- 1964 - C.J.E. Dinaux voor zijn kritisch en essayistisch werk
- 1963 - Arthur Lehning voor zijn activiteiten in het belang der Nederlandse letterkunde
- 1961 - Kees Lekkerkerker voor zijn arbeid ten behoeve van de uitgave van het verzameld werk van J. Slauerhoff
- 1956 - Jos de Gruyter voor Schouwend oog
- 1955 - Elisabeth du Perron-de Roos voor publicatie van het verzameld werk van E. du Perron
- 1955 - A. ter Braak-Faber voor publicatie van het verzameld werk van Menno ter Braak
- 1953 - S. Vestdijk voor Essays in duodecimo
- 1952 - Pierre H. Dubois voor Een houding in de tijd
- 1951 - Hendrik de Vries voor zijn essayistisch werk over poëzie